# Suning Commerce Group
Die Suning Commerce Group (bis Februar 2013 Suning Appliance) ist ein chinesisches Unternehmen mit Sitz in Nanjing.
Das Unternehmen ist im Elektrogeräte-Einzelhandel in China tätig. Gegründet wurde Suning Appliance 1990 als Einzelhändler für Klimaanlagen. Seit 2004 ist das Unternehmen an der Shenzhen Stock Exchange gelistet.
Suning betreibt mehr als 4.000 Geschäfte in über 700 Städten in China und Japan. Das Portfolio umfasst Fernsehgeräte, Kühlschränke, Waschmaschinen, digitale und IT-Produkte, Haushaltselektronik, Klimaanlagen, Telekommunikationsprodukte., Bekleidung und Lebensmittel. Außerdem werden Installations- und Reparaturdienste für elektronische Geräte angeboten. Das Unternehmen beschäftigte 2023 rund 42.200 Mitarbeiter und erzielte einen Umsatz von etwa 41,22 Milliarden USD.
Seit 2009 ist das Unternehmen auch im Online-Handel tätig. Im Jahr 2013 änderte das Unternehmen seinen Namen in Suning Commerce Group. Zuvor hieß es Suning Appliance. Im Jahr 2018 änderte das Unternehmen seinen Namen erneut in Suning.com.

## Investments Streaming und Online-Handel
2013 wurde Suning mit einem Anteil von 44 % größter Aktionär der chinesischen Video-Onlineplattform PPTV. Im Jahr 2015 erwarb die Alibaba Group für 28,3 Milliarden Yuan 19,99 % Anteile an der Suning Commerce Group und wurde damit zweitgrößter Aktionär, Suning erwarb im Gegenzug für 14 Milliarden Yuan neu ausgegebene Aktien der Alibaba Group, was einem Anteil von 1,1 % entsprach.

## Investments im Sport
Suning erwarb 2016 68 % des italienischen Fußballvereins Inter Mailand für 270 Millionen Euro (322 Millionen US-Dollar). In den Jahren, in denen Suning Eigentümer ist, hat das Unternehmen laut einem Bericht der italienischen Nachrichtenagentur Calcio e Finanza 625 Millionen Euro in den Verein investiert. 2021 kamen erste Verkaufsgerüchte auf, weil hohe Gehaltszahlungen hohen Verlusten durch die Pandemie gegenüber standen.
Inzwischen hat Suning begonnen, Fußballvereine in China zu kaufen. Im Dezember 2015 wurde Suning Eigentümer des Jiangsu Football Club für 523 Millionen Yuan und benannte die Mannschaft in Jiangsu Suning um. Im folgenden Jahr gab der Verein fast 200 Millionen Euro aus, um mehrere ausländische Spieler zu verpflichten. Ein chinesischer Fußballclubmanager schätzte, dass Jiangsu Suning pro Saison 700 Millionen bis 1 Milliarde Yuan für Spielergehälter und Prämien ausgibt.